# Blanchetia heterotricha
Blanchetia es un género monotípico de plantas fanerógamas perteneciente a la familia de las asteráceas. Su única especie, Blanchetia heterotricha, es originaria del Brasil.

## Distribución
Es endémica de Brasil donde se encuentra en la Caatinga y el Cerrado, distribuidas por Paraíba, Pernambuco, Bahia, Alagoas y Sergipe.

## Taxonomía
Blanchetia heterotricha fue descrita por Augustin Pyrame de Candolle y publicado en Prodromus Systematis Naturalis Regni Vegetabilis 5: 75. 1836.